# Heleophryne hewitti
Heleophryne hewitti – gatunek płaza bezogonowego z rodziny straszakowatych (Heleophrynidae). Jest endemitem w Republice Południowej Afryki. Wszystkie osobniki znane są z dwóch stanowisk na południu Prowincji Przylądkowej Wschodniej. Zasięg występowania szacuje się 388 km², obszar zajmowany przez gatunek na 141 km². Zasiedla fynbosowe wrzosowiska i obszary trawiaste. Rozmnaża się w stałych, szybko płynących rzekach i strumieniach z kamienistym dnem. Ze względu na niewielki obszar występowania oraz postępujący spadek powierzchni i jakości siedlisk gatunek ten w Czerwonej księdze gatunków zagrożonych IUCN ma status zagrożonego (EN).